# Masters de Montecarlo 1990
El Abierto de Montecarlo 1990 fue un torneo de tenis masculino jugado sobre tierra batida. Fue la 84.ª edición de este torneo. Se celebró entre el 23 y el 29 de abril de 1990.

## Campeones

### Individuales
Andrei Chesnokov vence a  Thomas Muster, 7–5, 6–3, 6–3.

### Dobles
Petr Korda /  Tomáš Šmíd vencen a  Andrés Gómez /  Javier Sánchez, 6–4, 7–6.